# Otovice (okres Karlovy Vary)
Otovice (německy Ottowitz) jsou obec v okrese Karlovy Vary v Karlovarském kraji. Leží zhruba tři kilometry severně od Karlových Varů (katastr obce sousedí s karlovarskou částí Bohatice). Žije v ní přibližně 1 000 obyvatel.

## Historie
První písemná zmínka o vesnici pochází z roku 1325. Okolí obce je poznamenáno historickou povrchovou těžbou hnědého uhlí a kaolinu. Na jihu katastru se nachází bývalý důl Excelsior, kde se těžil kaolin. Dnes lze už jen nalézt pozůstatky v podobě mělkých zaplavených lomů.

## Přírodní poměry
Okolí obce tvoří zemědělsky využívaná krajina na severu přecházející v lesy. Na západě obce se nachází bývalý zaplavený lom po historické těžbě. Dnes je veřejností využíván jako přírodní koupaliště a mezi lidmi nazýván Jáma. Obec se v posledních letech rozrůstá o nové rodinné domy.

## Obyvatelstvo
Při sčítání lidu v roce 1921 ve vsi žilo 1 033 obyvatel (z toho 492 mužů), z nichž bylo šest Čechoslováků, 1 017 Němců a deset cizinců. Kromě tří evangelíků se hlásili k římskokatolické církvi. Podle sčítání lidu z roku 1930 měla vesnice 1 480 obyvatel: 32 Čechoslováků, 1 437 Němců a jedenáct cizinců. Po římských katolících (1 296 lidí) byli se 165 zástupci nejpočetnější skupinou lidé bez vyznání. Kromě nich ve vsi žilo osmnáct evangelíků jeden člen nezjišťovaných církví.
| Rok            | 1869 | 1880 | 1890 | 1900  | 1910  | 1921  | 1930  | 1950 | 1961 | 1970 | 1980 | 1991 | 2001 | 2011 | 2021 |
| -------------- | ---- | ---- | ---- | ----- | ----- | ----- | ----- | ---- | ---- | ---- | ---- | ---- | ---- | ---- | ---- |
| Počet obyvatel | 335  | 614  | 851  | 1 054 | 1 060 | 1 033 | 1 480 | 797  | 709  | 602  | 569  | 510  | 568  | 698  | 985  |
| Počet domů     | 51   | 78   | 83   | 87    | 87    | 87    | 141   | 153  | 132  | 127  | 123  | 125  | 137  | 188  | 286  |

## Obecní správa
Mezi lety 1850–1974 byly Otovice obcí v okrese Karlovy Vary (1850–1930), posléze v okrese Karlovy Vary-okolí (1950) a později opět v okrese Karlovy Vary. Od 1. ledna 1975 do 23. listopadu 1990 patřily jako část statutárního města ke Karlovým Varům a od 24. listopadu 1990 jsou opět samostatnou obcí.

### Obecní symboly
Znak a vlajka byly obci uděleny rozhodnutím předsedy Poslanecké sněmovny Parlamentu České republiky dne 9. prosince 2002.

## Těžba
Jediný dnes provozovaný lom kde se těží kaolín se nachází severně od obce jedná se o lom Katzenholz. K pokusům obnovit těžbu kaolinu jižně od vesnice vydala obec záporné stanovisko, a také obyvatelé se postavili na odpor. Firma, která žádala o otevření ložiska, je Sedlecký kaolin. V roce 2008 byly plány těžby nejasné.